# Neptis saclava
Neptis saclava är en fjärilsart som beskrevs av Jean Baptiste Boisduval 1833. Neptis saclava ingår i släktet Neptis och familjen praktfjärilar. Inga underarter finns listade i Catalogue of Life.

## Bildgalleri

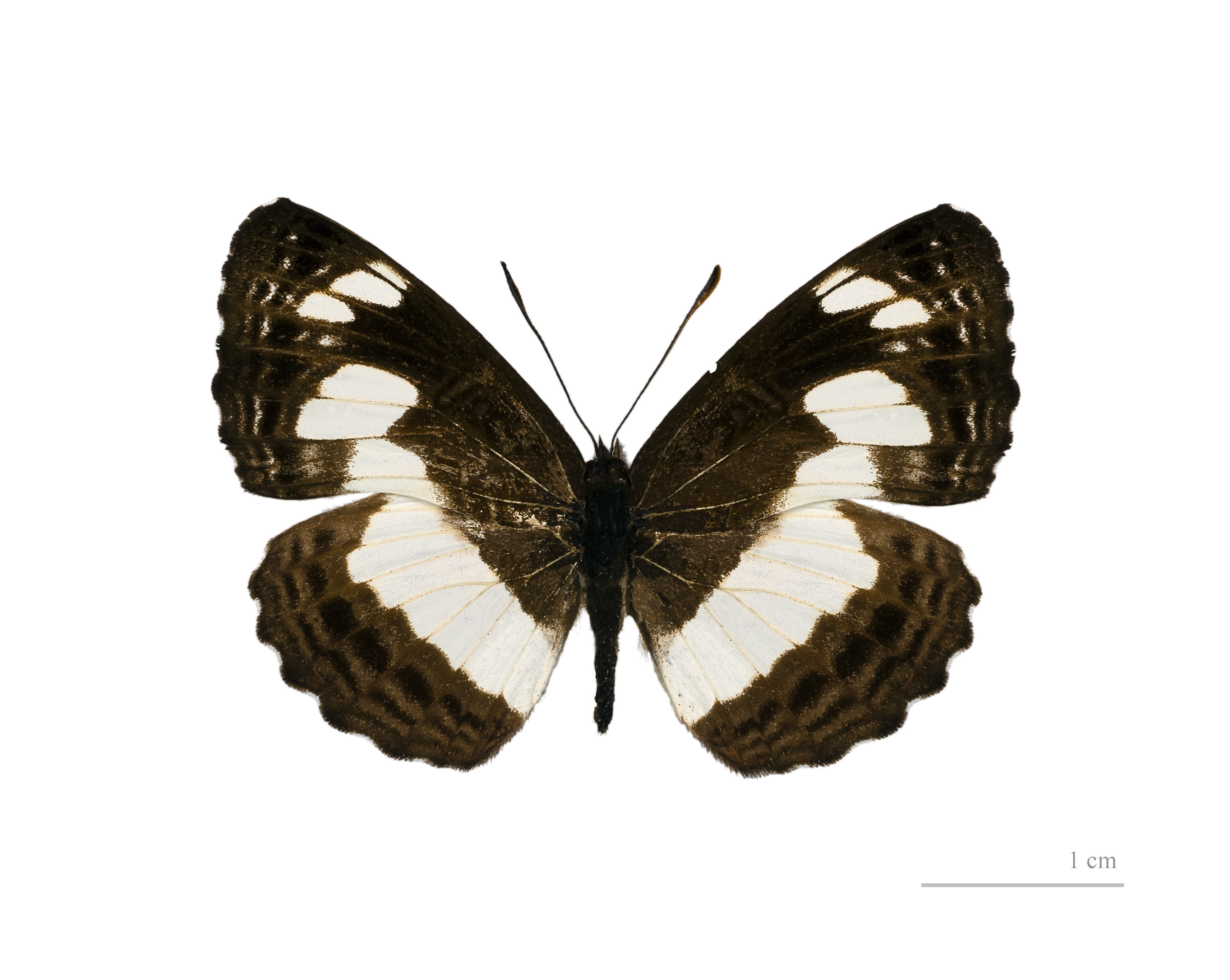
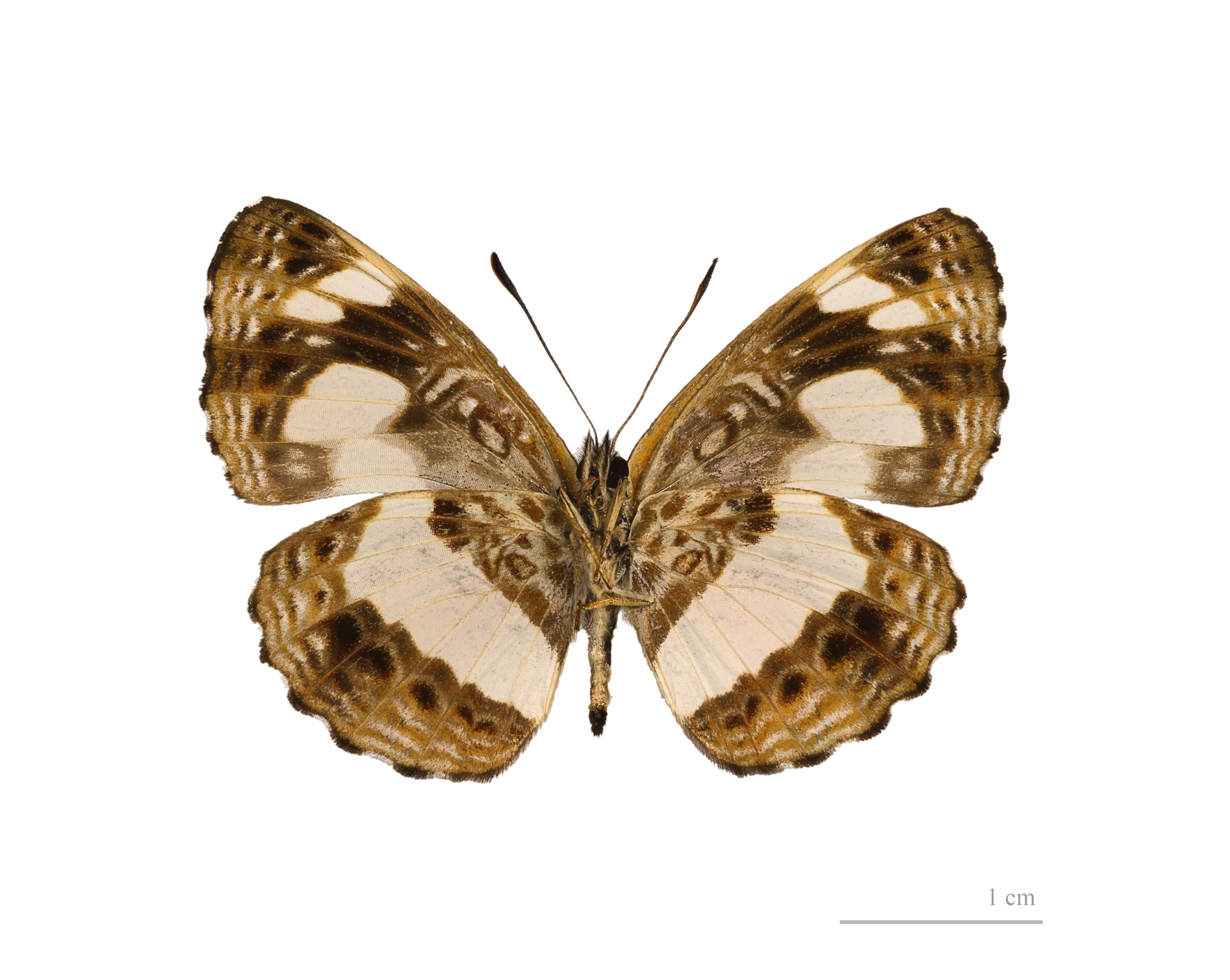
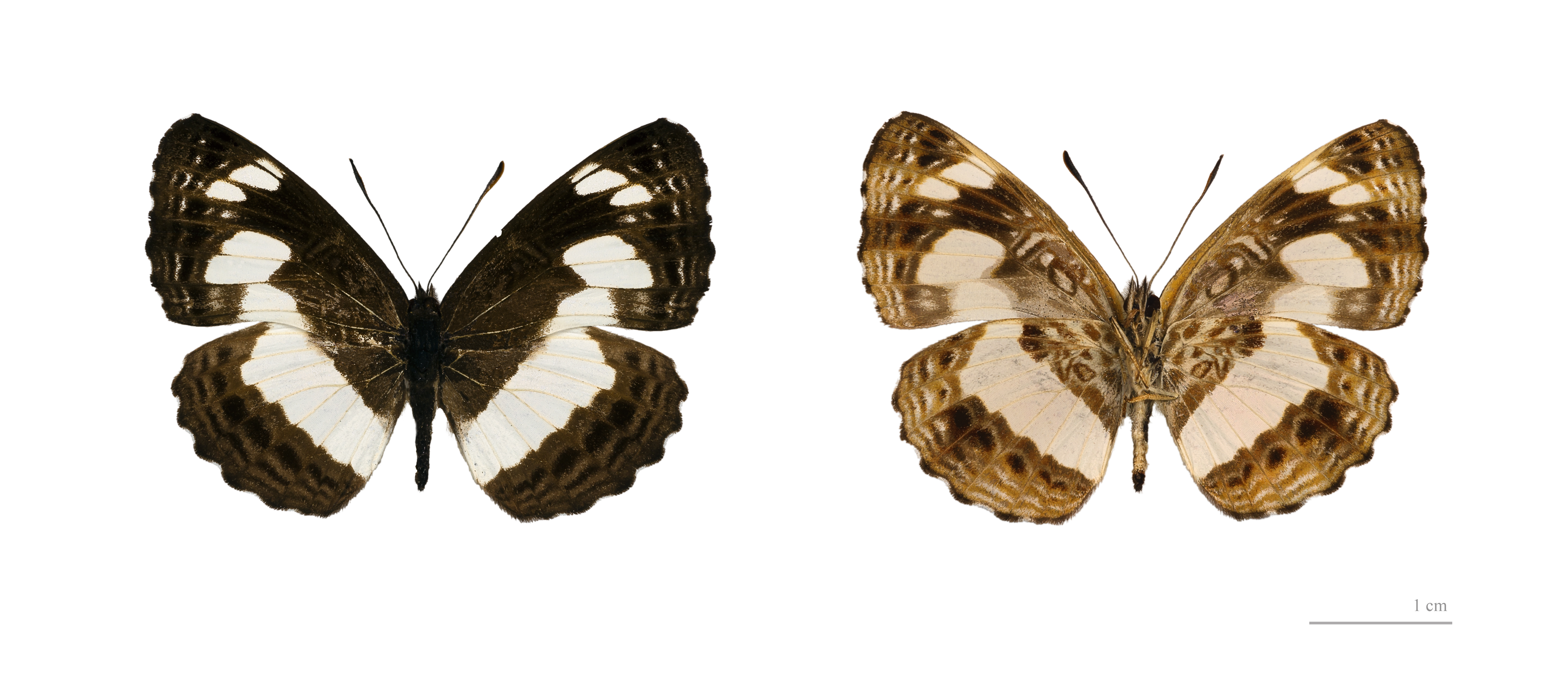
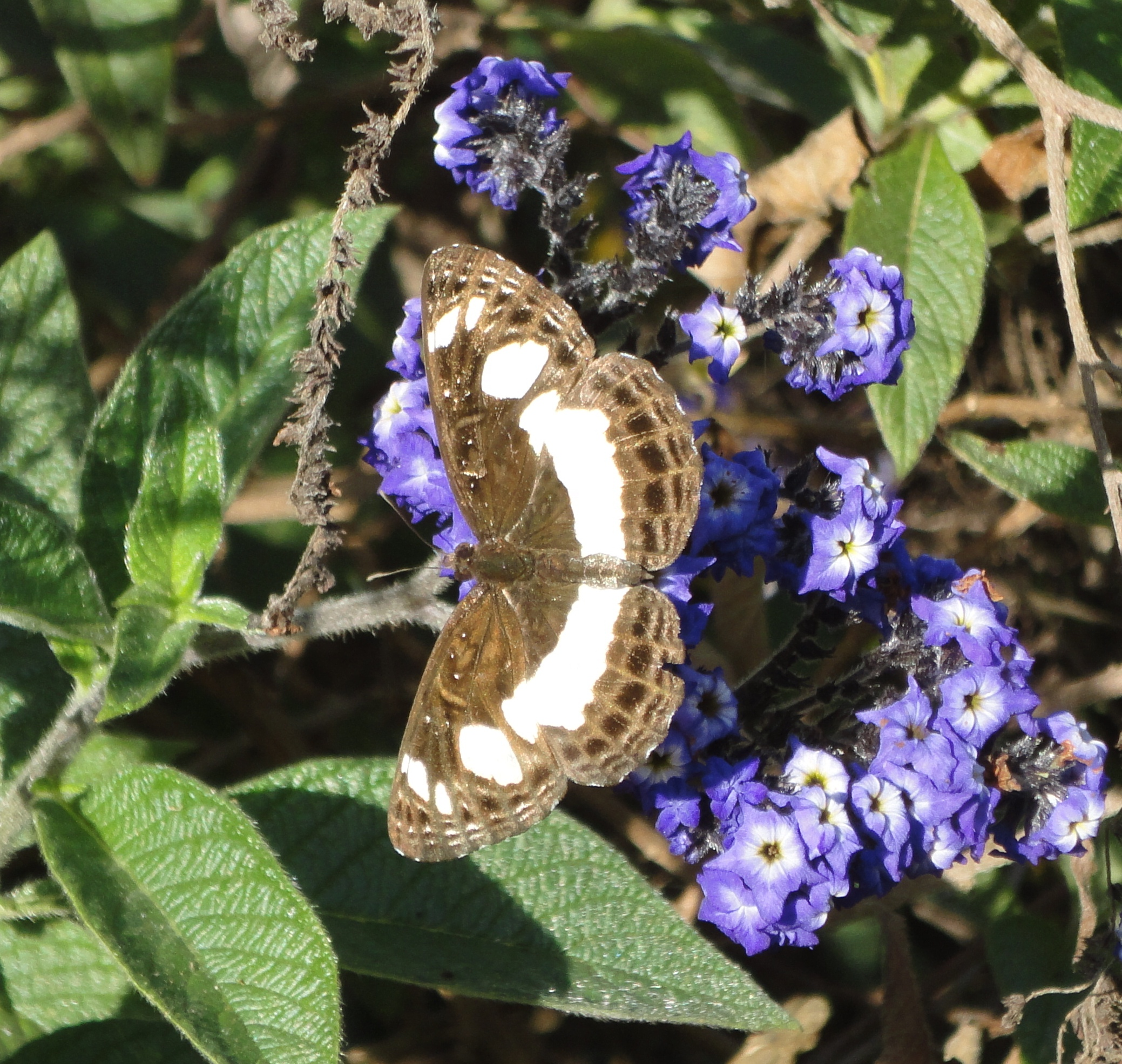
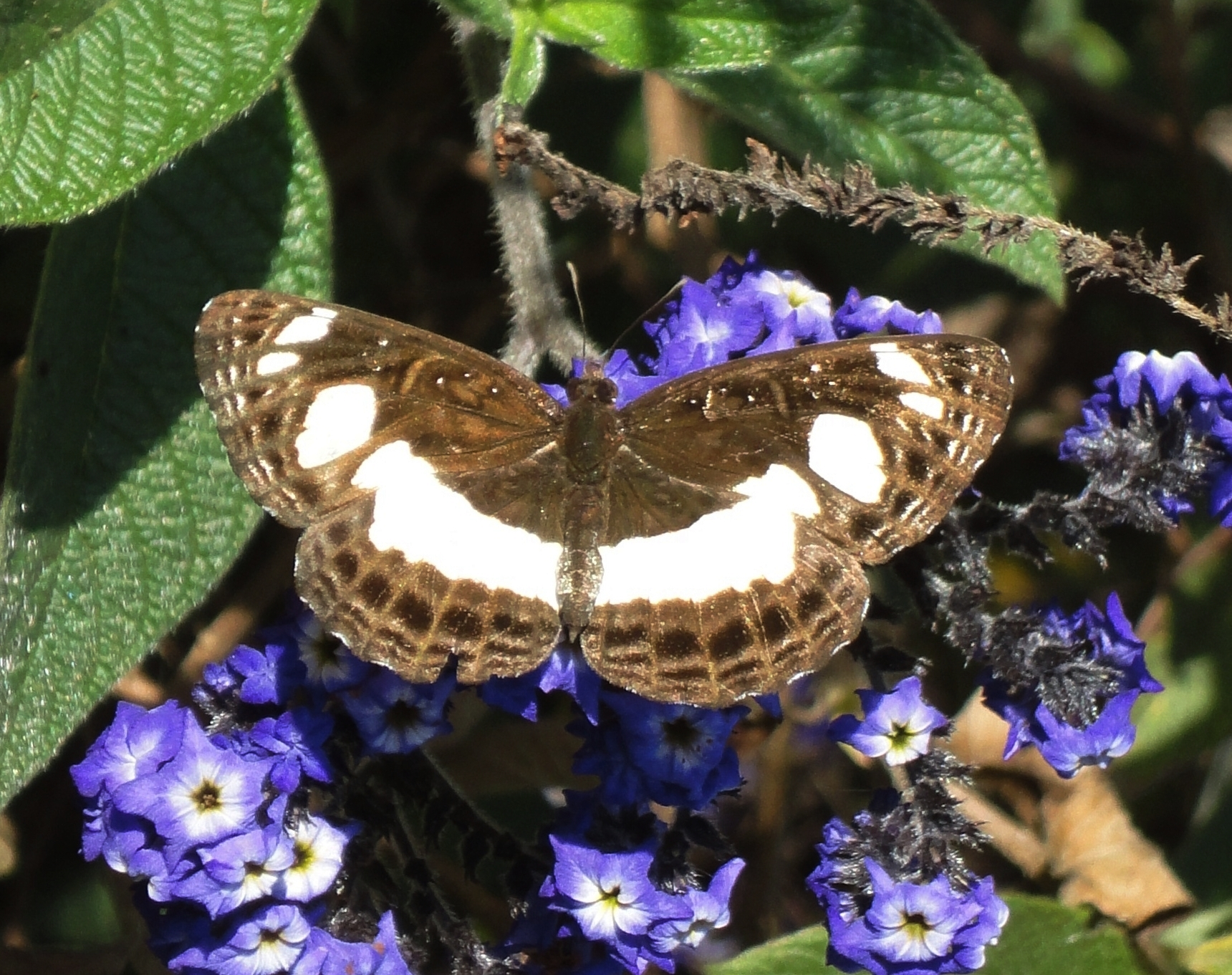
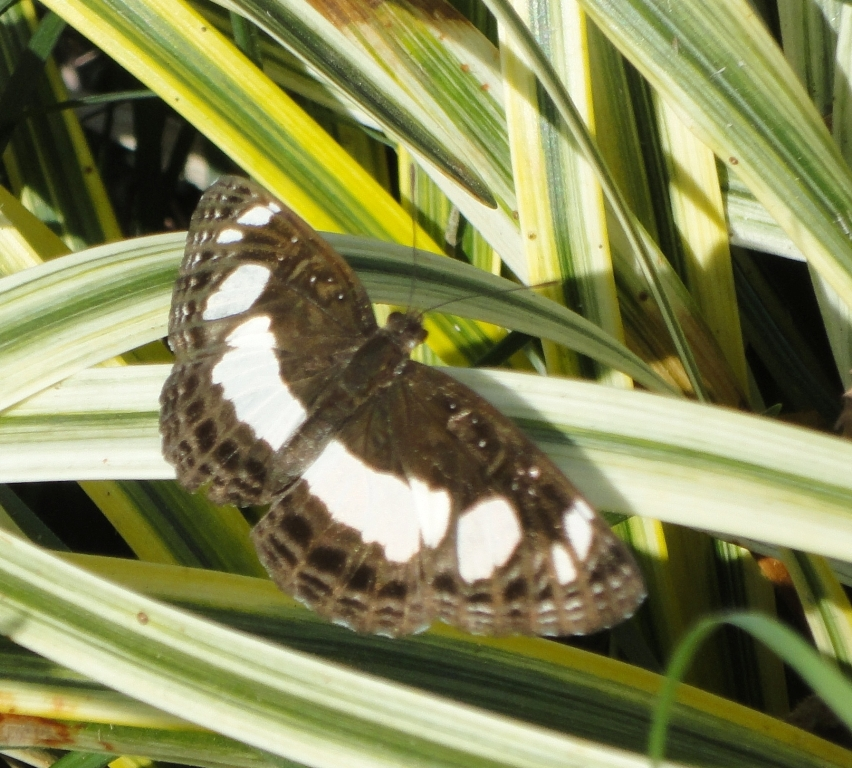